# Alexander Waske
Pour les articles homonymes, voir Waske.
Alexander Waske, né le 31 mars 1975 à Francfort, est un joueur de tennis allemand, professionnel entre 2000 et 2012.

## Carrière
Alexander Waske a connu ses principaux succès en double, discipline où il a remporté quatre tournois ATP et a atteint les demi-finales à l'Open d'Australie en 2005 avec Jürgen Melzer (où il bat au premier tour les n°1 mondiaux Knowles/Nestor) et aux Internationaux de France en 2006 avec Andrei Pavel. En 2005, il remporte la World Team Cup en compagne de Tommy Haas, Nicolas Kiefer et Florian Mayer.
Venu tardivement à la compétition, il passe professionnel en 2000 après avoir passé trois saisons à l'université de San Diego. N'ayant jamais joué en junior, il fait sa première apparition dans un tournoi organisé par l'ITF en juin 1998 à l'âge de 23 ans.
Il atteint son meilleur classement en double, une 16e place, après avoir remporté son plus grand titre à Barcelone en 2007. Sa saison est cependant marquée par une blessure au coude qui interrompt sa progression. Il ne joue que six tournois entre 2008 et 2009 puis fait son retour uniquement en double deux ans plus tard en mai 2011. Il réintègre le top 100 de la discipline puis met un terme à sa carrière en octobre 2012.
Il compte à son palmarès cinq tournois Challenger en simple acquis à León en 2002, Lubeck en 2003, Eckental en 2004, Wolfsburg et Nottingham en 2006. En double, il s'est imposé à 15 reprises entre 2000 et 2008. Quatre fois quart de finaliste sur le circuit ATP, sa meilleure performance reste une victoire sur le n°3 mondial Rafael Nadal à Halle en 2005.
Sélectionné à neuf reprises en équipe d'Allemagne de Coupe Davis, son bilan est de sept victoires pour une défaite en double et d'une victoire en simple. Il a notamment participé à la campagne 2007 qui a mené son pays jusqu'en demi-finale.
En 2010, il fonde avec Rainer Schüttler la Schüttler Waske Tennis-University à Offenbach-sur-le-Main. En 2014, il devient l'entraîneur de Tommy Haas.

## Palmarès

### Titres en double messieurs
| No | Date       | Nom et lieu du tournoi                   | Catégorie   | Dotation  | Surface         | Partenaire       | Finalistes                         | Score             |          |
| -- | ---------- | ---------------------------------------- | ----------- | --------- | --------------- | ---------------- | ---------------------------------- | ----------------- | -------- |
| 1  | 10-04-2006 | US Men's Clay Court Championship Houston | Int' Series | 355 000 $ | Terre (ext.)    | Michael Kohlmann | Julian Knowle Jürgen Melzer        | 5-7, 6-4, [10-5]  | Parcours |
| 2  | 01-05-2006 | BMW Open by FWU AG Munich                | Int' Series | 355 000 $ | Terre (ext.)    | Andrei Pavel     | Alexander Peya Björn Phau          | 6-4, 6-2          | Parcours |
| 3  | 29-01-2007 | PBZ Zagreb Indoors Zagreb                | Int' Series | 391 000 $ | Moquette (int.) | Michael Kohlmann | František Čermák Jaroslav Levinský | 7-65, 4-6, [10-5] | Parcours |
| 4  | 23-04-2007 | Open Seat Barcelone                      | Series Gold | 900 000 $ | Terre (ext.)    | Andrei Pavel     | Rafael Nadal Bartolomé Salvá-Vidal | 6-3, 7-61         | Parcours |

### Finales en double messieurs
| No | Date       | Nom et lieu du tournoi                     | Catégorie   | Dotation  | Surface      | Vainqueurs                         | Partenaire       | Score             |          |
| -- | ---------- | ------------------------------------------ | ----------- | --------- | ------------ | ---------------------------------- | ---------------- | ----------------- | -------- |
| 1  | 25-04-2005 | BMW Open by Crédit suisse Munich           | Int' Series | 355 000 $ | Terre (ext.) | Mario Ančić Julian Knowle          | Florian Mayer    | 6-3, 1-6, 6-3     | Parcours |
| 2  | 24-04-2006 | Grand-Prix Hassan II Casablanca            | Int' Series | 355 000 $ | Terre (ext.) | Julian Knowle Jürgen Melzer        | Michael Kohlmann | 6-3, 6-4          | Parcours |
| 3  | 19-02-2007 | ABN AMRO World Tennis Tournament Rotterdam | Series Gold | 900 000 $ | Dur (int.)   | Martin Damm Leander Paes           | Andrei Pavel     | 6–3, 65-7, [10-7] | Parcours |
| 4  | 26-09-2011 | PTT Thailand Open Bangkok                  | ATP 250     | 587 000 $ | Dur (int.)   | Oliver Marach Aisam-Ul-Haq Qureshi | Michael Kohlmann | 7-64, 7-65        | Parcours |

## Parcours dans les tournois duGrand Chelem

### En simple
| Année | Open d'Australie | Open d'Australie  | Internationaux de France | Internationaux de France | Wimbledon       | Wimbledon       | US Open         | US Open          |
| ----- | ---------------- | ----------------- | ------------------------ | ------------------------ | --------------- | --------------- | --------------- | ---------------- |
| 2002  | —                | —                 | —                        | —                        | 2e tour (1/32)  | Flavio Saretta  | 1er tour (1/64) | Guillermo Coria  |
| 2003  | 1er tour (1/64)  | Mario Ančić       | 1er tour (1/64)          | Fernando Vicente         | 1er tour (1/64) | Greg Rusedski   | —               | —                |
| 2004  | —                | —                 | —                        | —                        | —               | —               | —               | —                |
| 2005  | —                | —                 | —                        | —                        | —               | —               | —               | —                |
| 2006  | 1er tour (1/64)  | J-C. Faurel       | 2e tour (1/32)           | Tommy Haas               | 1er tour (1/64) | Stefano Galvani | 1er tour (1/64) | Márcos Baghdatís |
| 2007  | 1er tour (1/64)  | Dmitri Toursounov | —                        | —                        | —               | —               | —               | —                |

N.B. : à droite du résultat se trouve le nom de l'ultime adversaire.

### En double
| Année | Open d'Australie             | Open d'Australie       | Internationaux de France    | Internationaux de France | Wimbledon                    | Wimbledon                 | US Open                    | US Open                 |
| ----- | ---------------------------- | ---------------------- | --------------------------- | ------------------------ | ---------------------------- | ------------------------- | -------------------------- | ----------------------- |
| 2002  | —                            | —                      | —                           | —                        | 2e tour (1/16) L. Zovko      | N. Godwin V. Voltchkov    | —                          | —                       |
| 2005  | 1/2 finale J. Melzer         | Wayne Black K. Ullyett | 1/8 de finale M. Matkowski  | M. Damm M. Hood          | 1/4 de finale R. Schüttler   | J. Björkman Max Mirnyi    | 1er tour (1/32) T. Haas    | A. Kuznetsov S. Oudsema |
| 2006  | 1er tour (1/32) R. Schüttler | F. Čermák Leoš Friedl  | 1/2 finale A. Pavel         | Bob Bryan Mike Bryan     | 1er tour (1/32) M. Bhupathi  | F. Niemeyer G. Weiner     | 1/8 de finale M. Kohlmann  | J. Björkman Max Mirnyi  |
| 2007  | 1/8 de finale A. Pavel       | J. Björkman Max Mirnyi | 1/8 de finale A. Pavel      | M. Knowles D. Nestor     | —                            | —                         | 2e tour (1/16) A. Pavel    | F. Serra G. Simon       |
| 2009  | —                            | —                      | 1/8 de finale M. Kohlmann   | Marc López T. Robredo    | —                            | —                         | —                          | —                       |
| 2011  | —                            | —                      | —                           | —                        | 1er tour (1/32) R. Schüttler | S. Devvarman K. Nishikori | 2e tour (1/16) M. Kohlmann | D. Marrero A. Seppi     |
| 2012  | —                            | —                      | 1er tour (1/32) M. Kohlmann | O. Marach H. Zeballos    | 2e tour (1/16) Y-h. Lu       | J. Melzer P. Petzschner   | 1er tour (1/32) D. Norman  | F. Čermák M. Mertiňák   |

N.B. : le nom du ou de la partenaire se trouve sous le résultat ; le nom des ultimes adversaires se trouve à droite.

### En double mixte
| Année | Open d'Australie | Open d'Australie | Internationaux de France | Internationaux de France | Wimbledon                   | Wimbledon                 | US Open | US Open |
| ----- | ---------------- | ---------------- | ------------------------ | ------------------------ | --------------------------- | ------------------------- | ------- | ------- |
| 2011  | —                | —                | —                        | —                        | 1er tour (1/32) Jasmin Wöhr | A. Rodionova Stephen Huss | —       | —       |

N.B. : le nom de la partenaire se trouve sous le résultat ; le nom des ultimes adversaires se trouve à droite.

## Parcours dans lesMasters 1000
| Année | Indian Wells         | Miami | Monte-Carlo | Rome | Hambourg             | Canada | Cincinnati | Madrid | Paris |
| ----- | -------------------- | ----- | ----------- | ---- | -------------------- | ------ | ---------- | ------ | ----- |
| 2003  | —                    | —     | —           | —    | 1er tour W. Ferreira | —      | —          | —      | —     |
| 2004  | —                    | —     | —           | —    | —                    | —      | —          | —      | —     |
| 2005  | —                    | —     | —           | —    | 1er tour T. Robredo  | —      | —          | —      | —     |
| 2006  | —                    | —     | —           | —    | 1er tour Mario Ančić | —      | —          | —      | —     |
| 2007  | 1er tour F. Dancevic | —     | —           | —    | 1er tour J. Melzer   | —      | —          | —      | —     |

N.B. : sous le résultat se trouve le nom de l’ultime adversaire.

## Victoires sur le top 30
Toutes ses victoires sur des joueurs classés dans le top 30 de l'ATP lors de la rencontre.
| Légende      |
| Grand Chelem |
| Masters 1000 |
| 500 Series   |
| 250 Series   |

| # | A.W.   | Tournoi | Année | Surface      | Adversaire     | Rang  | Tour | Score         |
| - | ------ | ------- | ----- | ------------ | -------------- | ----- | ---- | ------------- |
| 1 | no 137 | Tokyo   | 2002  | Dur          | Carlos Moyà    | no 10 | 1/16 | 6-4, 7-5      |
| 2 | no 147 | Halle   | 2005  | Herbe        | Rafael Nadal   | no 3  | 1/16 | 4-6, 7-6, 6-3 |
| 3 | no 97  | Båstad  | 2006  | Terre battue | Jonas Björkman | no 29 | 1/16 | 6-4, 4-6, 6-3 |
| 4 | no 121 | Munich  | 2007  | Terre battue | Radek Štěpánek | no 29 | 1/16 | 7-63, 6-3     |